# Macroglobulinemia di Waldenström
La  macroglobulinemia di Waldenström è una neoplasia monoclonale caratterizzata dalla proliferazione di cellule B, corrispondente all'entità clinica del linfoma linfoplasmocitico.
Come nel caso del mieloma multiplo vi è la presenza di un infiltrato plasmacellulare a livello del midollo osseo e, nel plasma, la presenza di una "componente M" (ovvero monoclonale) dovuta alla iperproduzione di una gammaglobulina, che in questo caso appartiene alla classe IgM. A differenza del mieloma, tuttavia, mancano le lesioni osteolitiche e la manifestazione clinica preponderante è la sindrome da iperviscosità.
A causa delle analogie con il mieloma, per lungo tempo la macroglobulinemia di Waldenström è stata ritenuta una sua variante. Attualmente l'Organizzazione mondiale della sanità la classifica tra i linfomi a basso grado di malignità.

## Storia
La malattia fu descritta per la prima volta dal medico svedese Jan G. Waldenström (1906–1996) nel 1944, in due pazienti che presentavano emorragie, anemia, ipofibrinogenemia, linfoadenopatia, presenza di abnorme quantità di plasmacellule nel midollo osseo e aumento della viscosità del sangue a causa della presenza di una proteina ad alto peso molecolare, che egli chiamò macroglobulina.

## Epidemiologia
Colpisce prevalentemente i maschi sopra i 60 anni.

## Eziologia
L'eziologia della macroglobulinemia è sconosciuta, ma sono stati individuati alcuni fattori di rischio come la presenza nell'anamnesi di malattie autoimmuni, epatite, infezione da HIV e da Rickettsie. Alcuni studi hanno dimostrato maggior frequenza di casi entro certe famiglie, il che ha fatto ipotizzare anche una componente genetica della malattia.

## Clinica

### Sintomatologia
Nella maggior parte dei casi la malattia non mostra alcun sintomo per molti anni durante il suo progredire; di solito esordisce tardivamente con astenia, cefalea, disturbi visivi, vertigini, tutti sintomi causati dalla iperviscosità del sangue e dalla formazione di aggregati di eritrociti (rouleaux) all'interno dei vasi. Possono inoltre comparire emorragia, epatomegalia, linfoadenomegalia, o sintomi che fanno sospettare una neuropatia periferica.. Spesso il soggetto colpito si dimostra più suscettibile alle infezioni, fino alla setticemia.

### Diagnostica
La diagnosi viene sospettata ogni volta che si ritrova una sindrome da iperviscosità del sangue, ma molto spesso la macroglobulinemia viene diagnosticata incidentalmente, attraverso un controllo dei valori ematochimici che rivela la presenza di un picco monoclonale all'elettroforesi sierica.

## Terapia
Il trattamento, solitamente palliativo, è farmacologico: si somministrano clorambucile, fludarabina e rituximab.
Per migliorare la iperviscosità è utile la plasmaferesi, che consente di rimuovere dal plasma una quota rilevante di macroglobulina.

## Prognosi
La sopravvivenza media varia da 5 a 7-10 anni a seconda dell'età del paziente e della gravità dei sintomi (fattori sfavorevoli: età sopra i 60 anni e presenza di anemia grave).